# NeXT Computer
NeXT Computer (познат още като NeXT Computer System) е работна станция, разработена, пласирана и продавана от NeXT Inc. Работи с Unix-базираната операционна система NeXTSTEP, разполагаща със собствен потребителски интерфейс, използващ Display PostScript-базиран бекенд.
Дънната платка е квадратна и използва един от четирите идентични слота в корпуса, който представлява черен куб от излят магнезий със страни от 305 mm. От него произлиза и неофициалното име на компютъра – „Кубът“.
NeXT Computer излиза на пазара през 1988 година и струва $6500 (стойността на тази сума през 2015 г. е $13 000).
Наследникът на NeXT Computer се появява през 1990 година и се казва NeXTcube.

## Представяне
NeXT Computer е показан за първи път през октомври 1988 г. на специално организираното събитие „Представяне на NeXT – въведение към следващото поколение компютри за образование“ в War Memorial Opera House, Сан Франциско, Калифорния.
На следващия ден избрани преподаватели и софтуерни разработчици са поканени (срещу входна такса от $100) да присъстват на първия публичен тест на NeXT Computer. Събитието носи името „Следващият ден“ и е проведено в хотел Хилтън, Сан Франциско.
На събитието програмистите, заинтересовани от разработването на софтуер за NeXTSTEP, са запознати със софтуерната архитектура, обектно-ориентираното програмиране и писането на код за NeXT Computer.
По време на официалния обяд държи реч Стив Джобс.

## Реакции
NeXT Computer няма особен комерсиален успех и не успява да достигне нивото на продажби на компютри като Apple II, Commodore 64, Macintosh или Microsoft Windows PC. Работните станции се продават в университети, финансови институции и държавни агенции.

## Наследство
NeXT Computer, неговите обектно-ориентирани инструменти за програмиране и библиотеки са използвани от Тим Бърнърс-Лий и Робърт Кайлиау в ЦЕРН при разработването на първия в света софтуер за уеб сървър, CERN httpd. Освен това на него е написан и първият уеб сървър, основа на Световната мрежа (WorldWideWeb).
С NeXT Computer е създаден и първият електронен каталог за приложения Electronic AppWrapper, създаден от Джеси Тейлър за Paget Press през 1990 г.
|  | Тази страница частично или изцяло представлява превод на страницата NeXT Computer в Уикипедия на английски. Оригиналният текст, както и този превод, са защитени от Лиценза „Криейтив Комънс – Признание – Споделяне на споделеното“, а за съдържание, създадено преди юни 2009 година – от Лиценза за свободна документация на ГНУ. Прегледайте историята на редакциите на оригиналната страница, както и на преводната страница, за да видите списъка на съавторите. ВАЖНО: Този шаблон се отнася единствено до авторските права върху съдържанието на статията. Добавянето му не отменя изискването да се посочват конкретни източници на твърденията, които да бъдат благонадеждни. |